# Gonzalo Vega (labdarúgó)
Diego Gonzalo Vega Martínez (Montevideo, 1992. június 29. –) uruguayi labdarúgó, a Montevideo Wanderers játékosa.

## Pályafutása
Gonzalo Vega a Nacional csapatában kezdte pályafutását és a 2011–2012-es szezonban mutatkozott be az első csapatban. A klub abban az idényben 44. bajnoki címét szerezte meg, Vega két bajnokin kapott lehetőséget, gólt nem szerzett. 2013 januárjában a CA Fénixhez került kölcsönbe. A 2013–14-es bajnokságban nyolc találkozón egy gólt szerzett a Primera Divisiónban. 2014-ben újabb kölcsönjáték következett, ezúttal a Rampla Juniorsnál. Vega húsz bajnokin kétszer volt eredményes. A Rampla Juniors kiesett az idény végén, így Vega a következő szezont már a Sud Américánál kezdte az élvonalban. A 2016-os szezonban 14 alkalommal kapott lehetőséget, majd 2017 januárjában aláírt a bajnoki rivális River Plate-hez.
Itt 26 bajnoki mérkőzésen három gólt szerzett. 2018 januárjában a Puskás Akadémia szerződtette. Tíz bajnokin, összességében 14 tétmérkőzésen jutott szóhoz a magyar csapatban. 2019 nyarán az uruguayi másodosztályban szereplő CA Rentistahoz igazolt.

## Sikerei, díjai
Nacional
- - Uruguayi bajnok: 2011–12
  - Uruguayi szuperkupa-győztes: 2021